# Psychoda ocellata
Psychoda ocellata és una espècie d'insecte dípter pertanyent a la família dels psicòdids.

## Descripció
- Les ales de la femella, de color marró clar, fan entre 1,2 i 1,5 mm de llargària (1,2 en el cas del mascle) i 0,5-0,6 d'amplada (0,5 en el mascle).
- Les antenes de la femella presenten 15 segments.
- La placa subgenital de la femella és molt còncava apicalment i emarginada a la base.[2]

## Distribució geogràfica
Es troba a Borneo.